# Ingeringsee

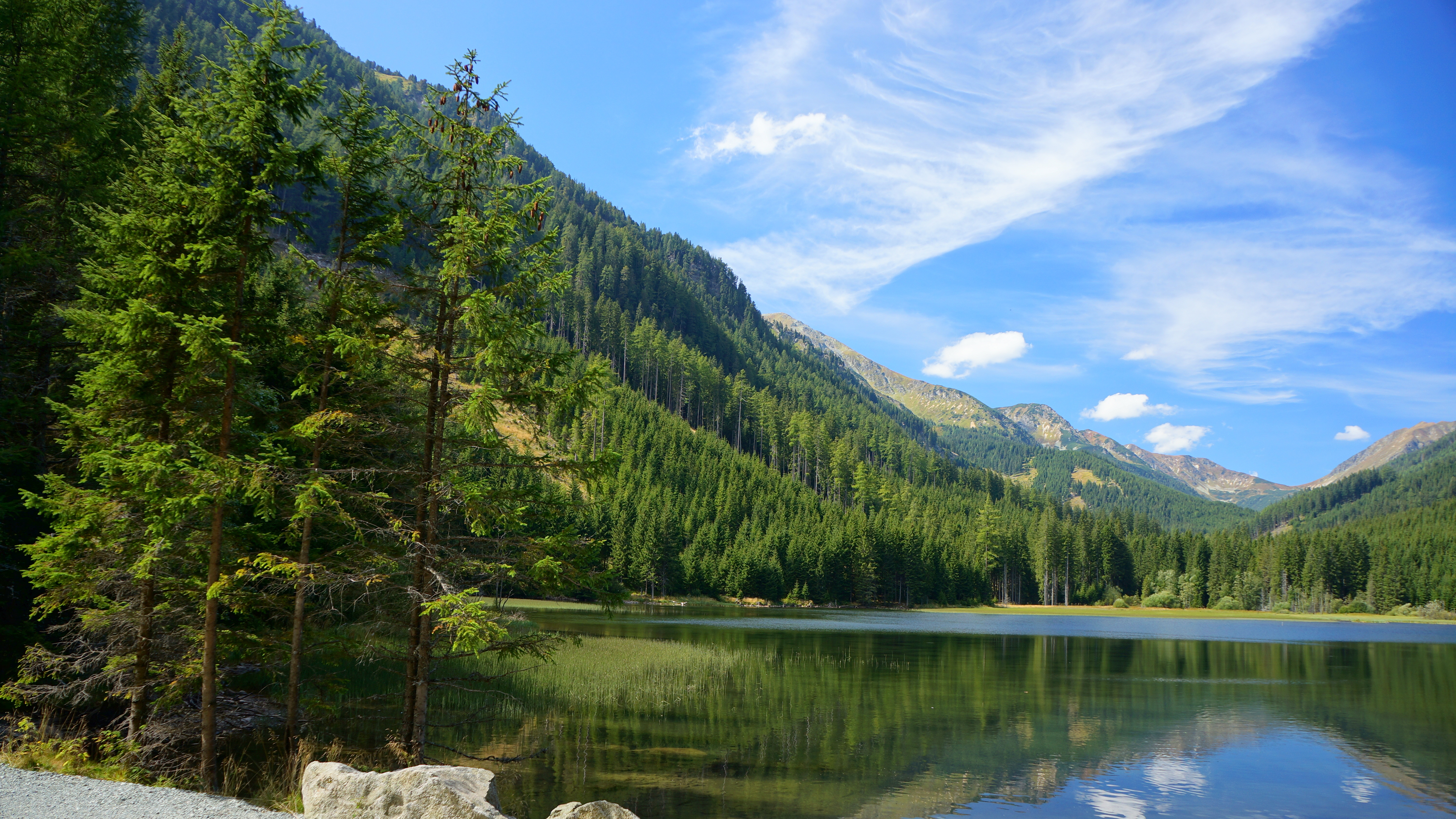
Blick vom Südostufer

Der Ingeringsee liegt in den Seckauer Tauern (Steiermark, Österreich) und wird von mehreren Zweitausendern umringt. Er wird vom Ingeringbach durchflossen, der bei Knittelfeld in die Mur mündet. Der See ist ein beliebtes Ausflugsziel oder auch Ausgangspunkt vieler Wanderungen auf die Gaaler Berge. Er liegt zudem an den Weitwanderwegen Zentralalpenweg und Eisenwurzenweg.
Man erreicht den Ingeringsee von Knittelfeld kommend Richtung Gaal/Ingering II, etwa neun Kilometer Richtung Norden.
Seit 2022 können am Ingeringsee, in der Nähe der Klementikapelle Naturbestattungen mit Urnen durchgeführt werden. Klosterwald bietet diese Form der Baumbestattung an.

## Klementikapelle
Die Kapelle am Ingeringsee wurde von der Forstverwaltung Wasserberg errichtet und 2015 dem Heiligen Klemens von Rom, der in der Steiermark als Patron der Forstarbeiter verehrt wird, geweiht.

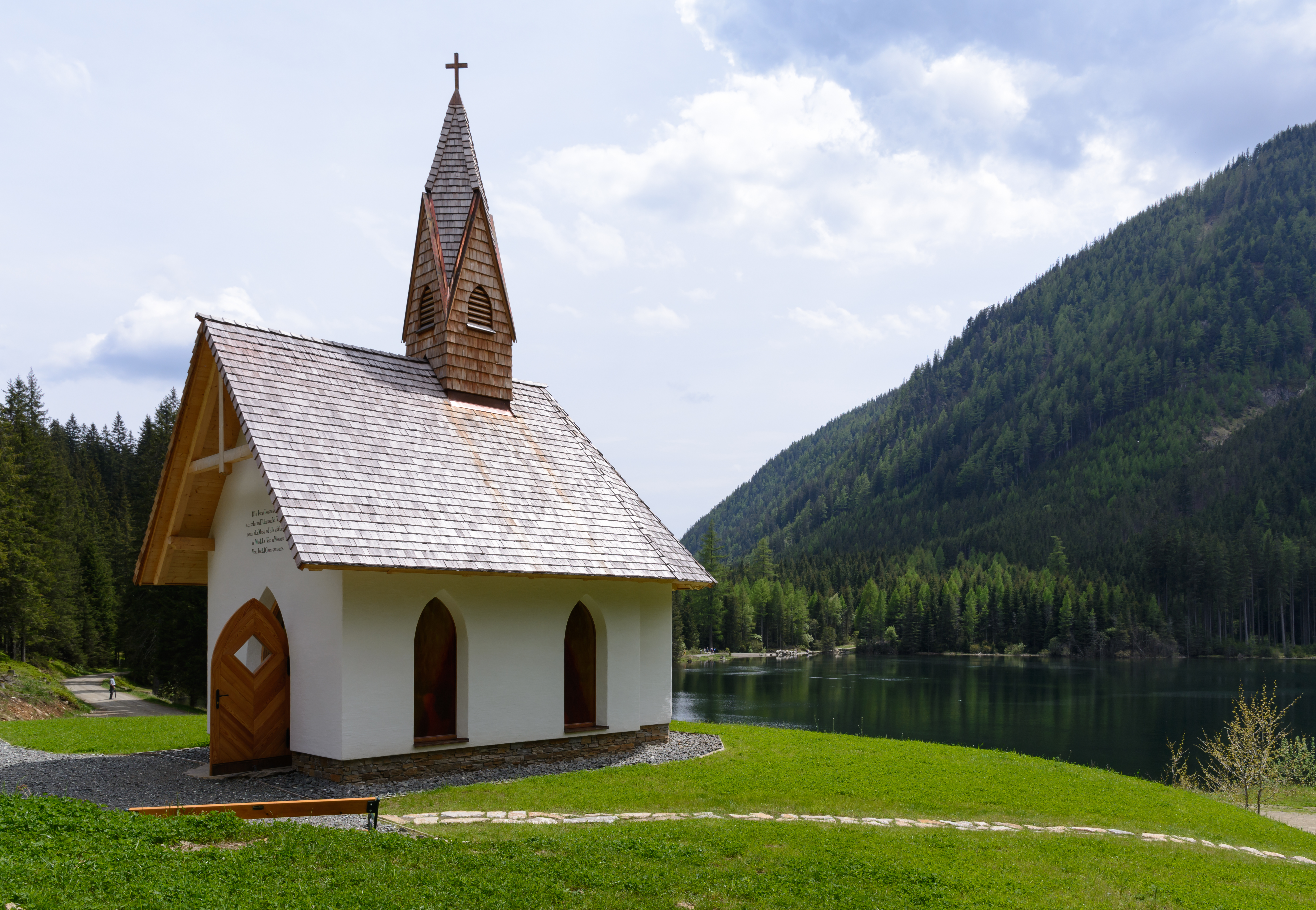
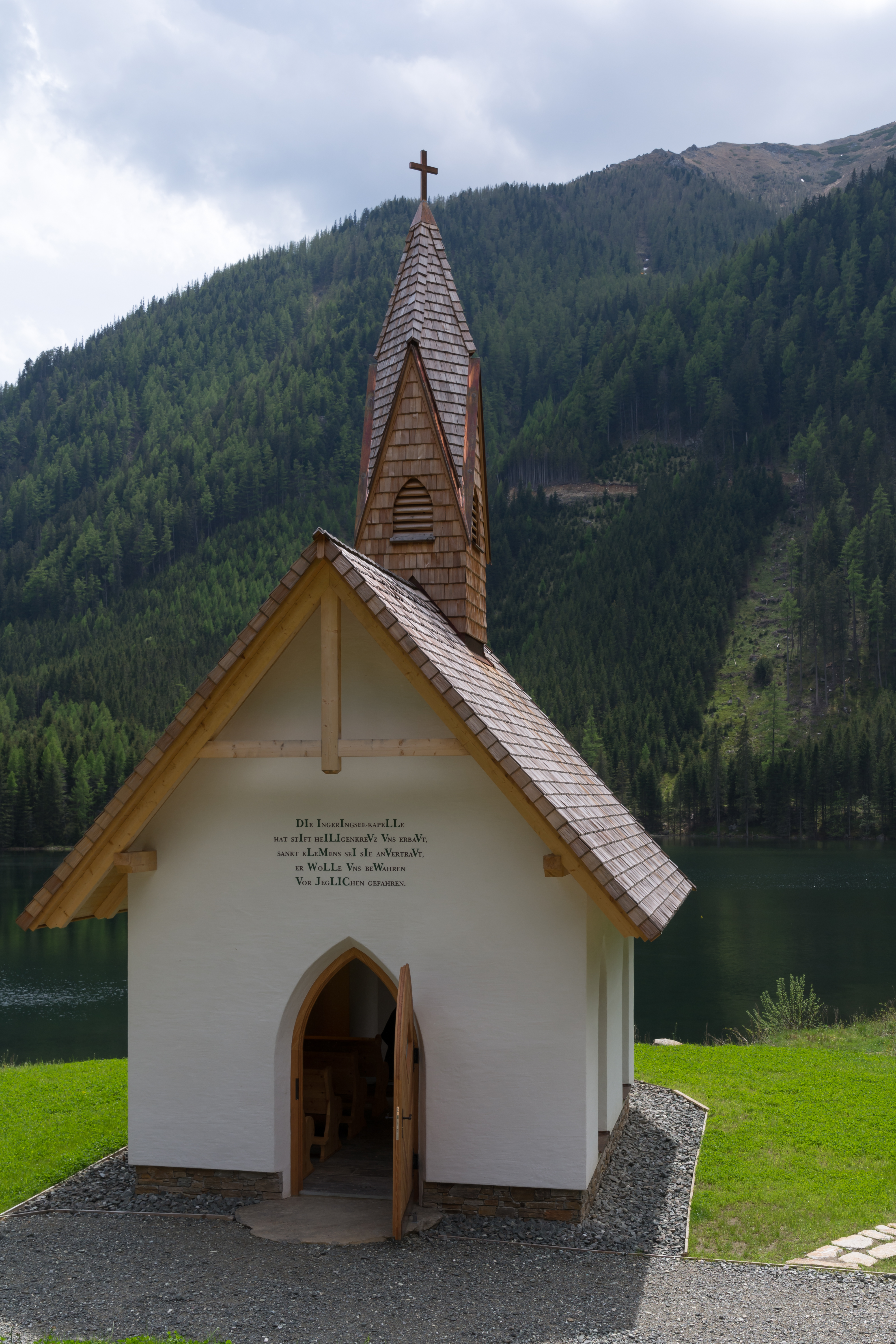
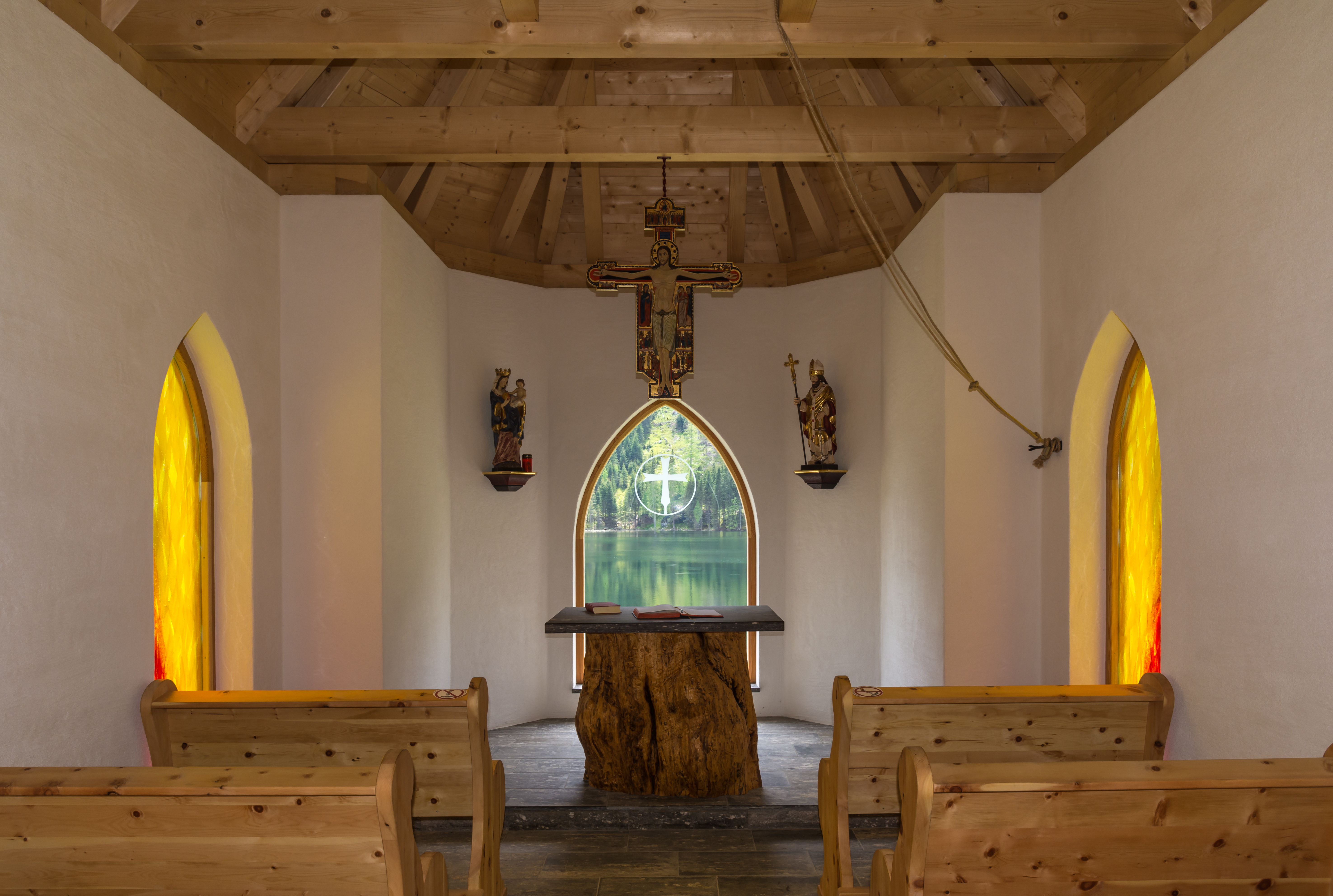